# Oxydia straminea
Oxydia straminea là một loài bướm đêm trong họ Geometridae.